# Sommer-Militärweltspiele 2019/Ringen
Die Ringerwettbewerbe bei den Militärweltspielen 2019 in Wuhan wurden vom 21. bis zum 24. Oktober 2019 in der Sporthalle der Wuhan Berufsschule für Software und Ingenieurwesen ausgetragen.

## Freistil, Männer
Die Wettkämpfe im Freistilringen der Männer wurden in sechs Gewichtsklassen ausgetragen. Es nahmen 104 Athleten teil.
| Klasse | Gold                        | Silber              | Bronze                   |
| ------ | --------------------------- | ------------------- | ------------------------ |
| 57 kg  | Pak Un-gwang                | Andrei Dukov        | Max Emiliano Nowry       |
| 57 kg  | Pak Un-gwang                | Andrei Dukov        | Horst Lehr               |
| 65 kg  | Gadschimurad Raschidow      | Wassylyj Schuptar   | Tian Zhenguang           |
| 65 kg  | Gadschimurad Raschidow      | Wassylyj Schuptar   | Selahattin Kılıçsallayan |
| 74 kg  | Chetag Zabolow              | Nurqoscha Qaipanow  | Lee Seung-bong           |
| 74 kg  | Chetag Zabolow              | Nurqoscha Qaipanow  | Soner Demirtaş           |
| 86 kg  | Artur Naifonow              | Achmed Dudarov      | Mher Markosjan           |
| 86 kg  | Artur Naifonow              | Achmed Dudarov      | Ahmad Bazri              |
| 97 kg  | Mohammadhossein Mohammadian | Aljaksandr Huschtyn | Wladislaw Baizajew       |
| 97 kg  | Mohammadhossein Mohammadian | Aljaksandr Huschtyn | Fatih Yaşarlı            |
| 125 kg | Taha Akgül                  | Yadollah Mohebbi    | Deng Zhiwei              |
| 125 kg | Taha Akgül                  | Yadollah Mohebbi    | Robert Baran             |

## Griechisch-römisch, Männer
Die Wettkämpfe im griechisch-römischen Ringen der Männer wurden in sechs Gewichtsklassen ausgetragen. Es nahmen 111 Athleten teil.
| Klasse | Gold                     | Silber          | Bronze              |
| ------ | ------------------------ | --------------- | ------------------- |
| 60 kg  | Ri Se-ung                | Sergei Jemelin  | Ildar Hafizov       |
| 60 kg  | Ri Se-ung                | Sergei Jemelin  | Aidos Sultanghali   |
| 67 kg  | Mohamed Ibrahim El-Sayed | Artjom Surkow   | Mikayıl Rəhmanov    |
| 67 kg  | Mohamed Ibrahim El-Sayed | Artjom Surkow   | Mate Nemeš          |
| 77 kg  | Pejman Poshtam           | Həsən Əliyev    | Florian Neumaier    |
| 77 kg  | Pejman Poshtam           | Həsən Əliyev    | Viktor Nemeš        |
| 87 kg  | Viktor Lőrincz           | Rafiq Hüseynov  | Jewgeni Salejew     |
| 87 kg  | Viktor Lőrincz           | Rafiq Hüseynov  | Denis Kudla         |
| 97 kg  | Mussa Jewlojew           | Elias Kuosmanen | Aljaksandr Hrabowik |
| 97 kg  | Mussa Jewlojew           | Elias Kuosmanen | Oliver Hassler      |
| 130 kg | Rıza Kayaalp             | Heiki Nabi      | Amin Mirzazadeh     |
| 130 kg | Rıza Kayaalp             | Heiki Nabi      | Abdellatif Mohamed  |

## Freistil, Frauen
An den Freistil-Kämpfen der Frauen, die in sechs Gewichtsklassen ausgetragen wurden, nahmen 63 Athletinnen teil.
| Klasse | Gold              | Silber                     | Bronze                 |
| ------ | ----------------- | -------------------------- | ---------------------- |
| 50 kg  | Li Yuyan          | Whitney Conder             | Kim Su-jong            |
| 50 kg  | Li Yuyan          | Whitney Conder             | Ksenija Stankewitsch   |
| 53 kg  | Yon Jo-hwa        | Suzanna Seicariu           | Nina Hemmer            |
| 53 kg  | Yon Jo-hwa        | Suzanna Seicariu           | Milana Dadaschewa      |
| 57 kg  | Li Hui            | Sücheegiin Tserentschimed  | Katarzyna Krawczyk     |
| 57 kg  | Li Hui            | Sücheegiin Tserentschimed  | Jong Myong-suk         |
| 62 kg  | Mun Hyon-gyong    | Marija Kusnezowa           | Nastassja Hutschok     |
| 62 kg  | Mun Hyon-gyong    | Marija Kusnezowa           | Laís Nunes             |
| 68 kg  | Zhou Feng         | Agnieszka Wieszczek-Kordus | Ench-Amaryn Dawaanasan |
| 68 kg  | Zhou Feng         | Agnieszka Wieszczek-Kordus | Chanum Welijewa        |
| 76 kg  | Natalja Worobjowa | Wang Juan                  | Gulmaral Jerkebajewa   |
| 76 kg  | Natalja Worobjowa | Wang Juan                  | Alla Belinska          |

## Medaillenspiegel
| Rang  | Land                | Gold | Silber | Bronze | Gesamt |
| ----- | ------------------- | ---- | ------ | ------ | ------ |
| 1     | Russland            | 5    | 3      | 4      | 12     |
| 2     | Nordkorea           | 4    | 0      | 2      | 6      |
| 3     | Volksrepublik China | 3    | 1      | 2      | 6      |
| 4     | Iran                | 2    | 1      | 2      | 5      |
| 5     | Türkei              | 2    | 0      | 3      | 5      |
| 6     | Ägypten             | 1    | 0      | 1      | 2      |
| 7     | Ungarn              | 1    | 0      | 0      | 1      |
| 8     | Aserbaidschan       | 0    | 2      | 1      | 3      |
| 9     | Rumänien            | 0    | 2      | 0      | 2      |
| 10    | Deutschland         | 0    | 1      | 5      | 6      |
| 11    | Belarus             | 0    | 1      | 3      | 4      |
| 12    | Kasachstan          | 0    | 1      | 2      | 3      |
| 12    | Polen               | 0    | 1      | 2      | 3      |
| 12    | Vereinigte Staaten  | 0    | 1      | 2      | 3      |
| 15    | Mongolei            | 0    | 1      | 1      | 2      |
| 15    | Ukraine             | 0    | 1      | 1      | 2      |
| 17    | Estland             | 0    | 1      | 0      | 1      |
| 17    | Finnland            | 0    | 1      | 0      | 1      |
| 19    | Serbien             | 0    | 0      | 2      | 2      |
| 20    | Armenien            | 0    | 0      | 1      | 1      |
| 20    | Brasilien           | 0    | 0      | 1      | 1      |
| 20    | Südkorea            | 0    | 0      | 1      | 1      |
| 20    | Ukraine             | 0    | 0      | 1      | 1      |
| Total | Total               | 18   | 18     | 36     | 72     |